# Heinrich Ludwig (Maler)

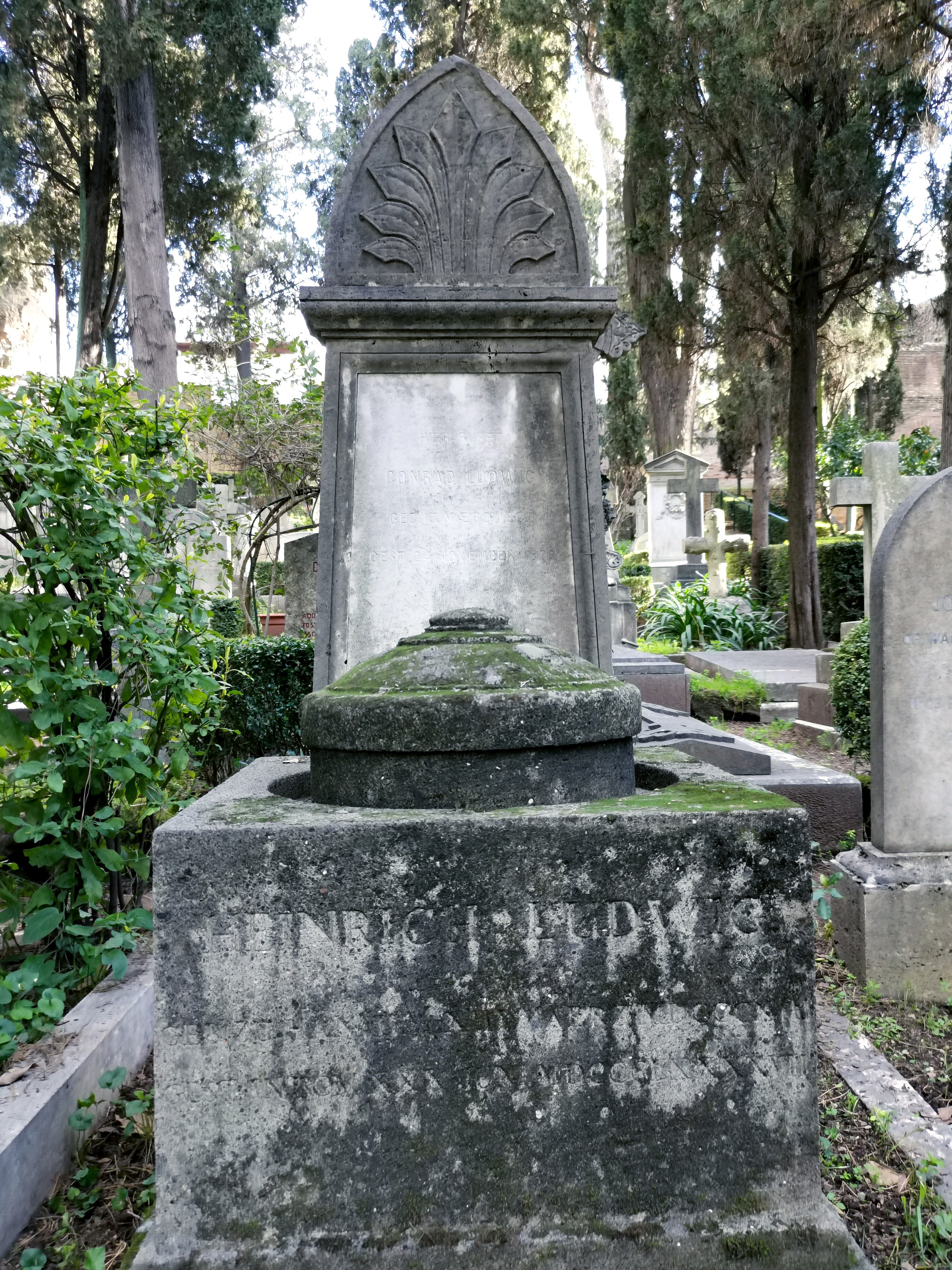
Grab auf dem Protestantischen Friedhof Rom

Heinrich Ludwig (* 13. März 1829 in Hanau; † 30. Juni 1897 in Rom) war ein deutscher Maler und Kunsthistoriker.

## Leben und Wirken
Heinrich Ludwig besuchte in Hanau die Elementarschule und das Gymnasium. Sein Vater Friedrich Ludwig interessierte ihn für die Malerei und Heinrich Ludwig kam 1843, kurz vor dem Tod seines Vaters, auf die Kasseler Kunstakademie. 1845 ging er auf die Kunstakademie Düsseldorf und studierte von 1848 bis 1850 in der Landschafterklasse von Johann Wilhelm Schirmer. In Düsseldorf nahm er am Leben des Künstlervereins Malkasten teil.
1852 ging er nach Zürich, wo sein Bruder Carl Ludwig als Physiologe und Hochschullehrer an der Universität Zürich arbeitete. Dort lernte er den Schriftsteller Gottfried Keller kennen, der auch als Maler tätig war. 1853 fuhr er zum ersten Mal nach Italien, das für ihn zu einer zweiten Heimat wurde. In Rom verkehrte er vor allem unter Deutschrömern, so hatte er Kontakte zu bekannten deutschen Künstlern und Schriftstellern wie Arnold Böcklin, Hans Thoma, Emil Lugo, Friedrich Geselschap, Hermann Allmers, Karl Hillebrand und Theodor Mommsen. Er beteiligte sich an den „Cervarofesten“ des Deutschen Künstlervereins von Rom, wo er 1857 als „Hofdichter“ auftrat und 1858 als „Präsident“ fungierte.
Auf einer Reise nach Wien lernte er den Physiologen Ernst Wilhelm von Brücke kennen, der unter anderem zur Bedeutung der Farben für die Zwecke des Kunstgewerbes arbeitete. Auf der Rückreise im Jahr 1860 stürzte er, was vermutlich zu der ab etwa 1870 einsetzenden multiplen Sklerose führte. Zu dieser Zeit begann er auch, sich mit wissenschaftlichen und kunstwissenschaftlichen Problemen sowie mit kunsthistorischen Ereignissen zu beschäftigen.
1871 bemerkte er, dass Petroleum bei unterschiedlichen Einflüssen verschiedene Verdunstungsgeschwindigkeit haben kann und entwickelte die „Petroleumfarben“. Zu diesem Thema hatte er eine Korrespondenz mit dem Chemiker Carl Engler, der eine Veröffentlichung dazu vorlegte. Auch der Chemiker Johannes Wislicenus fertigte ein Gutachten an. Ab 1893 wurden diese Farben in der von Franz Schoenfeld gegründeten Unternehmen in Düsseldorf hergestellt. Später kam es zu einem sieben Jahre dauernden Rechtsstreit mit Adolf Wilhelm Keim, der ebenfalls die Erfindung für sich beanspruchte. Der Streit endete mit einem Vergleich.
Heinrich Ludwig veröffentlichte 1876 Ueber die Grundsätze der Oelmalerei und das Verfahren der classischen Meister. 1882 gab er seine Übersetzung des Libro di pittura von Leonardo da Vinci  als Das Buch von der Malerei heraus. 1885 erschienen als Ergänzung Neues Material aus den Originalmanuscripten. Im Auftrag des preußischen Kultusministeriums verfasste er 1888 bis 1892 Die Technik der Oelmalerei, die in zwei Teilen 1893 erschien.
Ab Anfang 1897 war er durch seine multiple Sklerose ans Bett gefesselt und verstarb am 30. Juni 1897. Er wurde in Rom auf dem Protestantischen Friedhof bei der Cestius-Pyramide beigesetzt.

## Schriften
- Über die Grundsätze der Ölmalerei und das Verfahren der classischen Meister. Engelmann, Leipzig 1876, OCLC 603931653. 2. Auflage 1893.
- Das Buch von der Malerei. (Original: Leonardo da Vinci: Libro di pittura.) Übersetzt und herausgegeben von Heinrich Ludwig. Braumüller, Wien 1882.
- Neues Material aus den Originalmanuscripten. Ergänzung zu Das Buch von der Malerei. Kohlhammer, Stuttgart 1885.
- Die Technik der Oelmalerei. 2 Teile. Engelmann, Leipzig 1893. Teil 1: Die optischen Besonderheiten der Oelmalerei. Teil 2: Die materielle Dauerhaftigkeit der Oelmalereien.